# Пустотино
Пустотино (укр. Пустотине) — село в Носовском районе Черниговской области Украины. Население 453 человека. Занимает площадь 0,246 км².
Код КОАТУУ: 7423883002. Почтовый индекс: 17153. Телефонный код: +380 4642.

## Власть
Орган местного самоуправления — Макеевский сельский совет. Почтовый адрес: 17152, Черниговская обл., Носовский р-н, с. Макеевка, ул. Центральная, 27.